# Résolution 2712 du Conseil de sécurité des Nations unies
Membres permanents
- Chine
- États-Unis
- France
- Royaume-Uni
- URSS

Membres non permanents
Résolution no 2711 Résolution no 2713
La résolution 2712 du Conseil de sécurité des Nations unies, adoptée le 15 novembre 2023, a appelé à des pauses et à des couloirs humanitaires à Gaza pendant la guerre à Gaza depuis 2023. La résolution a reçu l'approbation de 12 membres, tandis que la Russie, le Royaume-Uni et les États-Unis se sont abstenus de voter.

## Vote
| Favorables (12) | Abstentions (3)                     | Contre (0) |
| --- | ----------------------------------- | ---------- |
| - Albanie - Brésil - Chine - Équateur - France - Gabon - Ghana - Japon - Malte - Mozambique - Suisse - Émirats arabes unis | - Russie - Royaume-Uni - États-Unis |            |

Les membres permanents du Conseil de sécurité sont en gras.

## Conséquences
À la suite de l'adoption de la résolution, les pressions se sont accrues sur le gouvernement israélien pour qu'il mette en œuvre un cessez-le-feu avec le Hamas afin de permettre un échange de prisonniers, ce qui a conduit à un cessez-le-feu commençant le 24 novembre.
Le cessez-le-feu a pris fin le 30 novembre avec la reprise des opérations de combat dans la bande de Gaza.